# Großsteingräber bei Lübberstedt
Die Großsteingräber bei Lübberstedt sind drei Grabanlagen der jungsteinzeitlichen Trichterbecherkultur bei Lübberstedt, einem Ortsteil der Gemeinde Gödenstorf im Landkreis Harburg (Niedersachsen). Grab 1 trägt die Sprockhoff-Nummer 676, Grab 2 die Nummer 677, Grab 3 wird von Sprockhoff nicht erwähnt. Aus den Untersuchungen der Gräber 1 und 2 sind keine Funde bekannt.

## Lage
Grab 1 befindet sich südöstlich von Lübberstedt in einem Waldstück. Im gleichen Wald liegen östlich des Ortes und gut 500 m nordöstlich von Grab 1 die Gräber 2 und 3. Die beiden Anlagen sind 90 m voneinander entfernt. Etwa 2 km östlich liegen die Großsteingräber bei Eyendorf.

## Beschreibung

### Grab 1
Die Anlage besitzt eine flache, runde Hügelschüttung mit einem Durchmesser von etwa 10 m. Die Kammer ist ost-westlich orientiert und stark zerstört. Sie wird markiert durch ein Loch mit einer Länge von 6 m und einer Breite von 4,5 m. Kein einziger Stein steht mehr an seiner ursprünglichen Position, die meisten liegen zerbrochen im Inneren der Kammer. Aufgrund des schlechten Erhaltungszustands ist eine Rekonstruktion des ursprünglichen Aussehens der Grabanlage nicht möglich.

### Grab 2

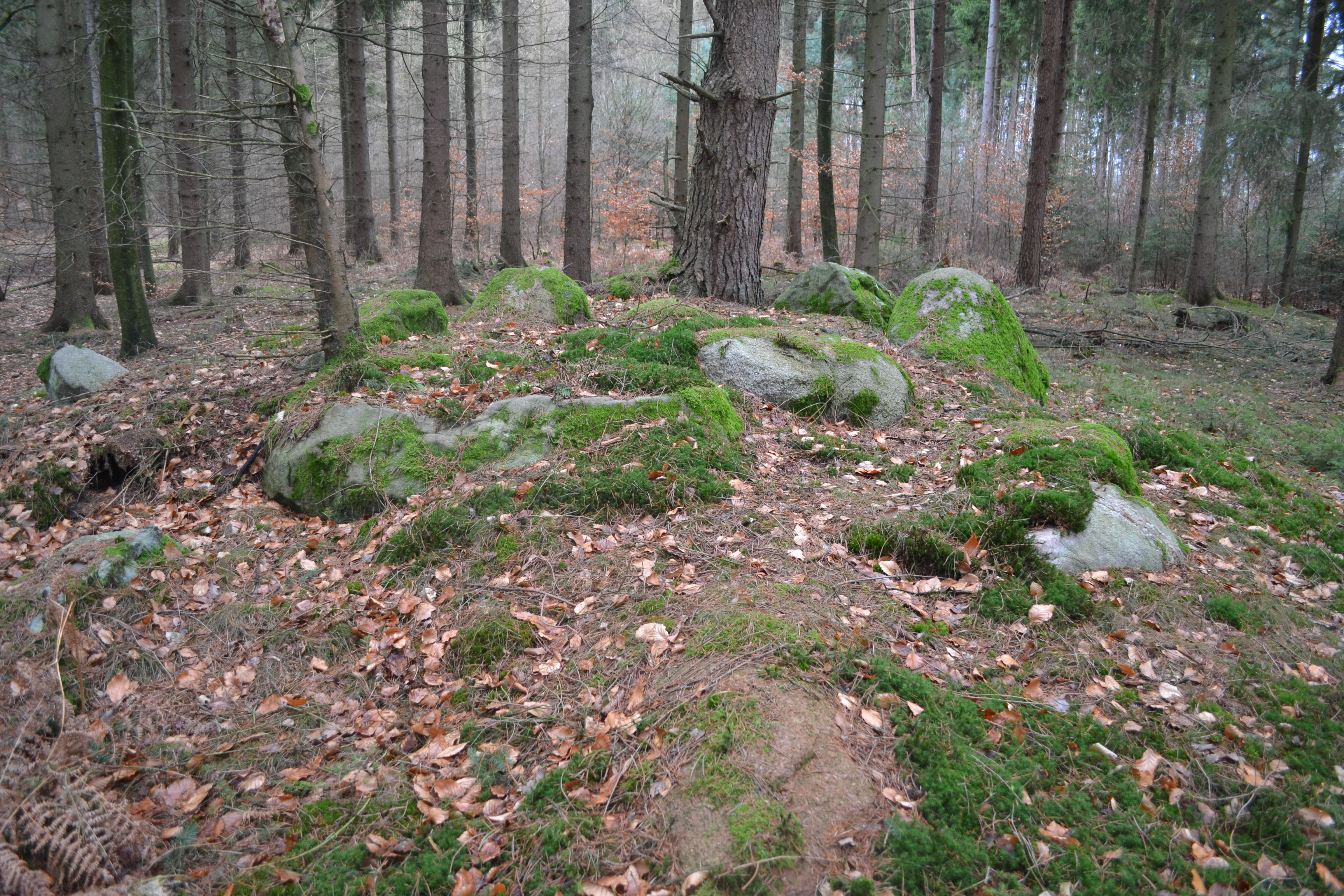
Das Großsteingrab Lübberstedt 2

Das Grab besitzt eine runde Hügelschüttung mit einem Durchmesser von 11 m und einer Höhe von 1,2 m. Auch hier ist die Grabkammer stark zerstört. Erhalten sind noch zwölf Steine, aber auch hier ist keine Rekonstruktion des ursprünglichen Aussehens der Anlage möglich.

### Grab 3

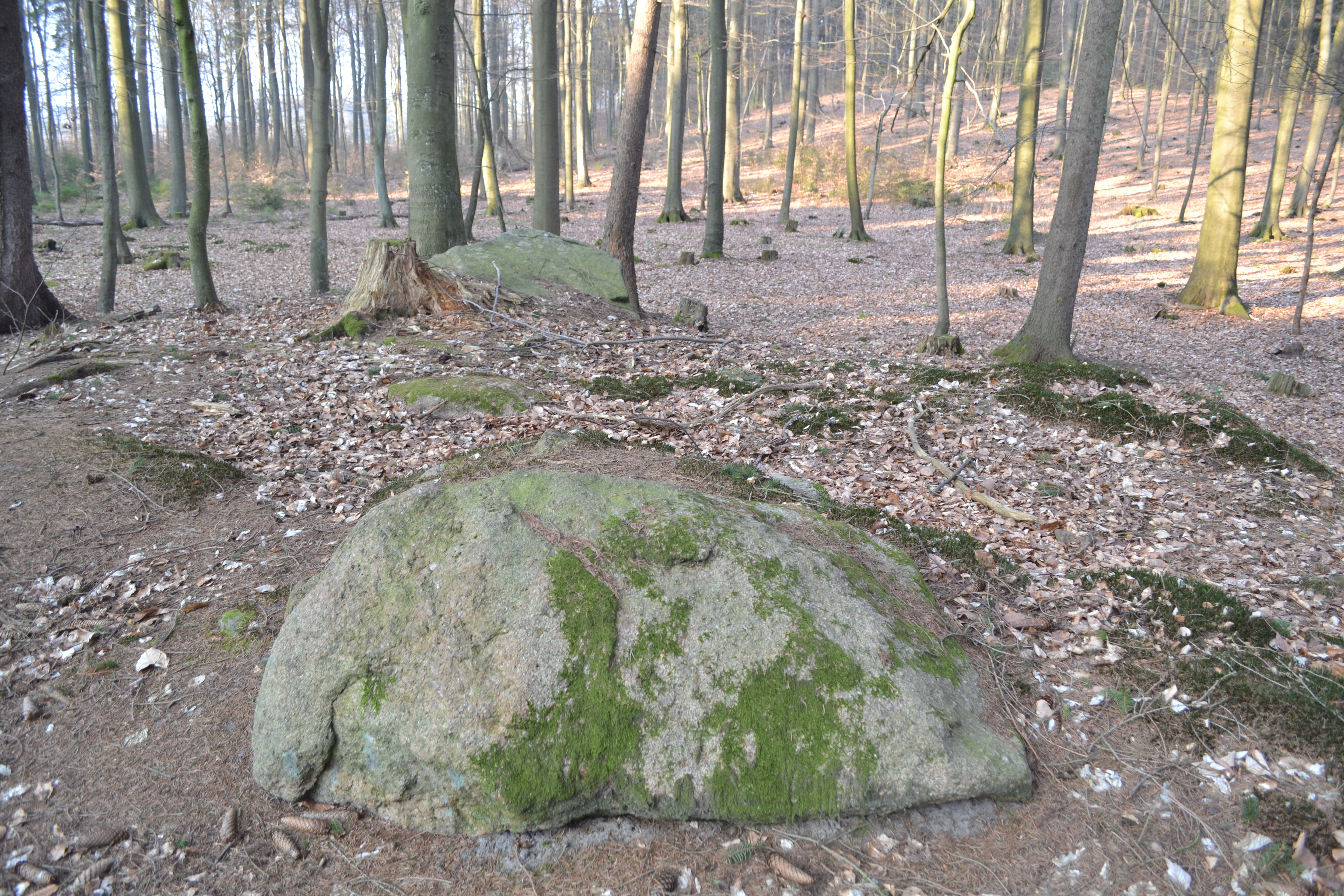
Das Großsteingrab Lübberstedt 3

Das bei Sprockhoff nicht erwähnte dritte Grab besitzt eine noch deutlich sichtbare Hügelschüttung, aus der drei Wand- und zwei Decksteine herausragen. Keiner der Steine scheint sich an seiner ursprünglichen Position zu befinden.